# Doualaré (Maroua)
Doualaré est un quartier de la ville de Maroua, région de l'Extrême-Nord au Cameroun. 
Il est situé dans la commune d'arrondissement de Maroua II, subdivision de la communauté urbaine de Maroua.

## Historique
Doualaré, chef-lieu de l'arrondissement de Maroua II, est créé en 2007 par le Décret présidentiel du 23 avril 2007. il est l'un des quartiers de Maroua qui a connu une plus forte progression dans les années 1964. 

## Population
Dans les années 1990, Doualaré était peuplé de montagnards.

## Institutions

### Éducation

#### Éducation de base
- EP Doualaré I[3]
- EP Doualaré II[3]
- EM Doualaré[3]
- EPC Ste Anne de Doualaré[3]
- École communautaire Doualaré[3]
- EM privée Bilingue catholique Doualaré[3]

#### Enseignement secondaire
- Lycée de Doualaré ayant un statut public[3]
- CETIC de Doualaré ayant un statut public[3]

### Santé
Doualaré dispose d'un centre de santé intégré.